# Łyse Plecy
Łyse Plecy – północna i zachodnia ściana skały Łysej w masywie Łysych Skał na orograficznie prawym zboczu Doliny Szklarki na Wyżynie Olkuskiej. Znajduje się w obrębie miejscowości Jerzmanowice w województwie małopolskim, w powiecie krakowskim, w gminie Jerzmanowice-Przeginia.
Są to w istocie trzy wapienne turnie znajdujące się w lesie. Mają wysokość 12–16 m, ściany połogie, pionowe lub przewieszone z filarami, kominami i zacięciami. Wraz z Łysą tworzą zwartą grupę skał. Ich wierzchołki są widoczne ponad lasem z drogi prowadzącej dnem Doliny Szklarki. Około 20 m na południowy wschód od Łysej znajdują się niższe Łyse Zęby.

## Drogi wspinaczkowe
Łyse Plecy są obiektem wspinaczki skalnej. Wspinacze poprowadzili na nich 22 drogi wspinaczkowe (w tym 1 projekt) o trudności od II do VI.1+ w skali krakowskiej i wystawie północnej. Wszystkie, poza projektem i drogami w kominach są obite ringami (r), hakami H) lub spitami (s) i mają stanowiska zjazdowe (st).

Łyse Plecy I
1. Wejściowa; 2rz, 15 m
2. Droga dla cieniasów; 1h + 1p, IV, 15 m
3. Dzikie żółwie; 1r + st, VI, 15 m
4. Lewa bździochówka; 4r + st, VI.1, 15 m
5. Prawa bździochówka; 4r + st, VI+, 15 m
6. Buszmen z małpą; 4r + st IV+, 5.00, 15 m
7. Wakacje w Indianapolis; 3r + 2rz, V, 18 m

Łyse Plecy II
1. Buszmen z małpą; 4r + st, IV+, 15 m
2. Tylny komin; IV, 15 m
3. Kalahari; 4r + st, V+, 14 m
4. Kanadyjski ból kostki; st, V, 14 m
5. Filar z koniem; 5r + st, V, 14 m
6. Komin z blokami; 2r + 1h, III+, 14 m

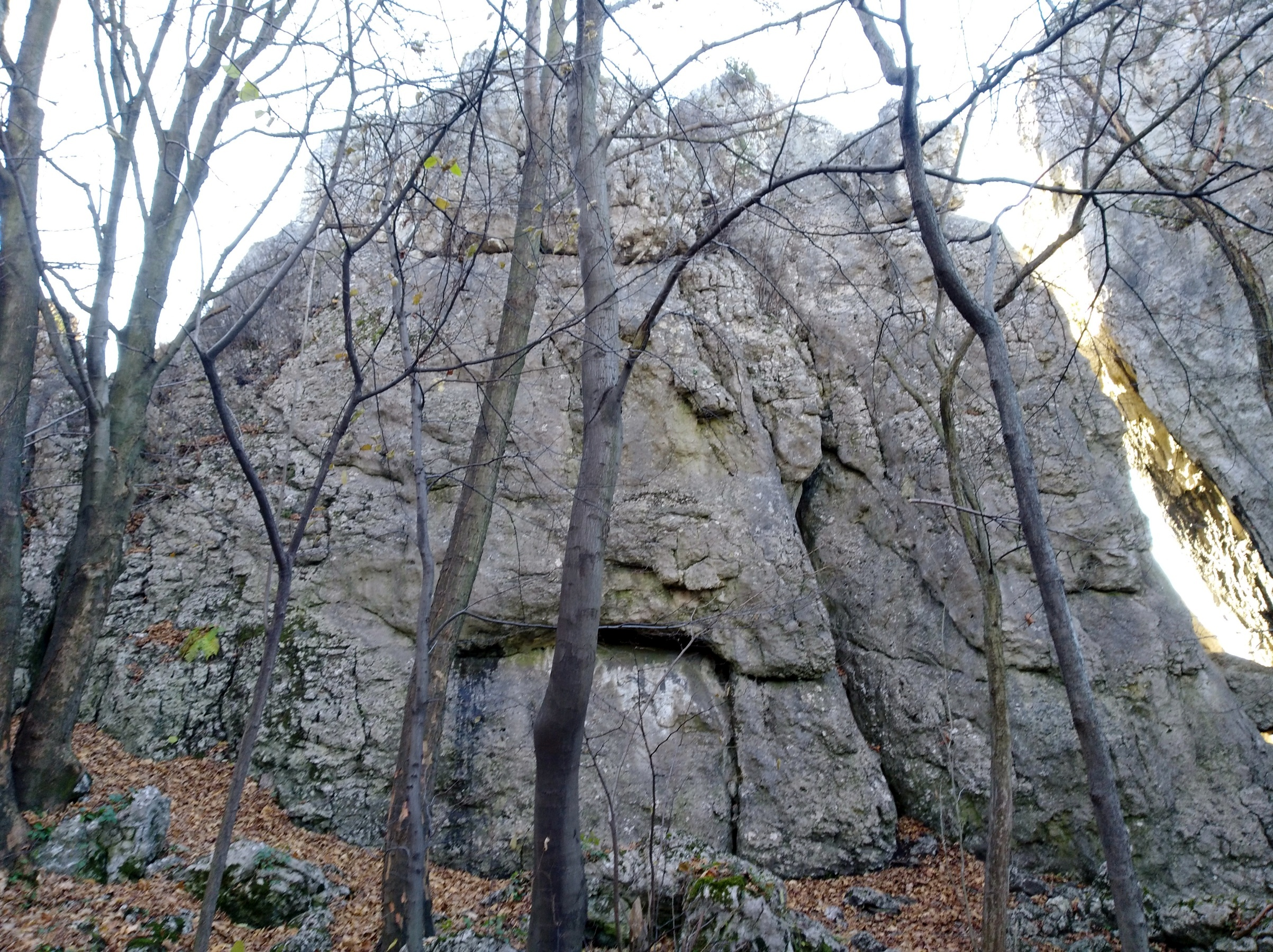
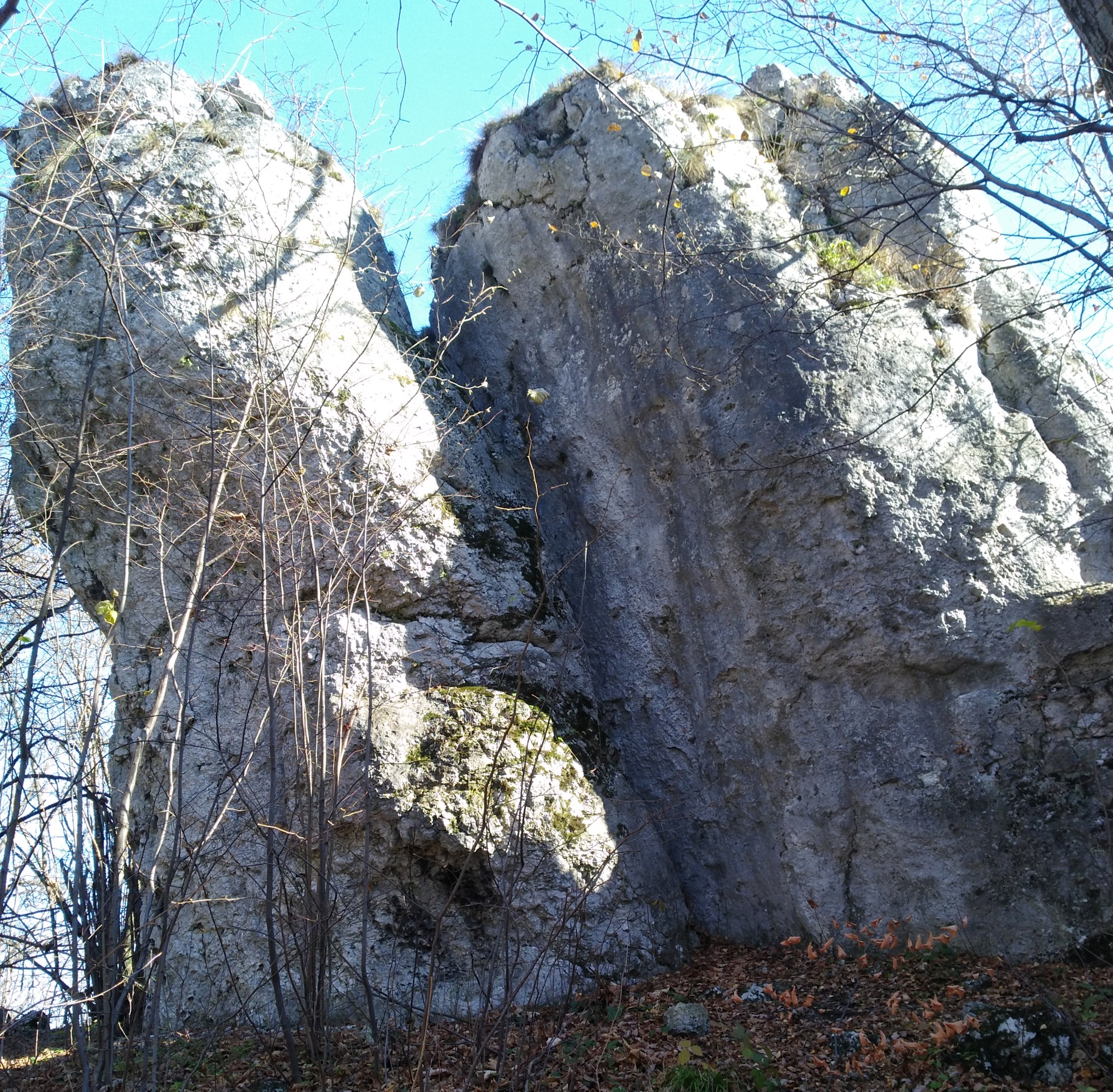
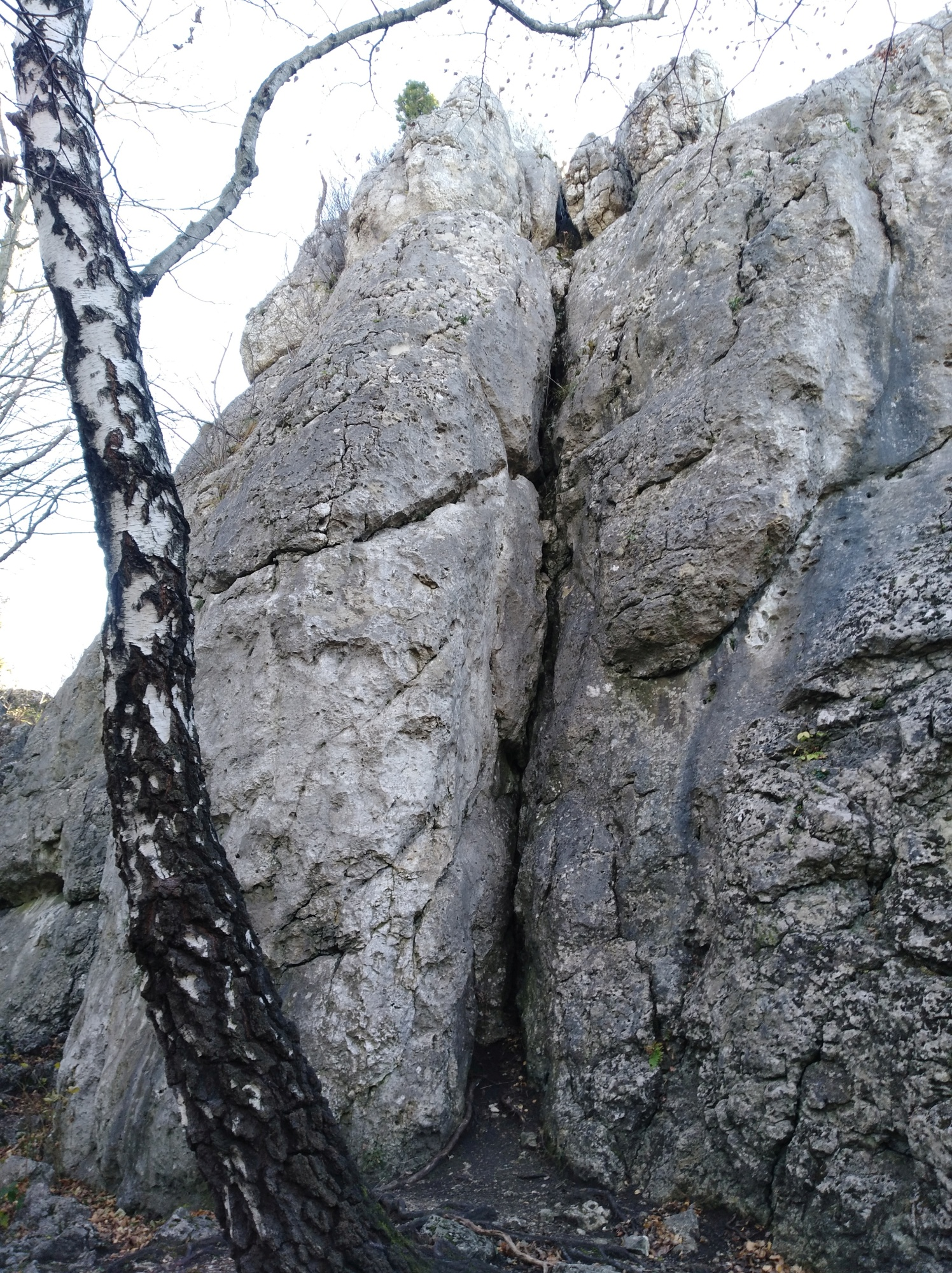
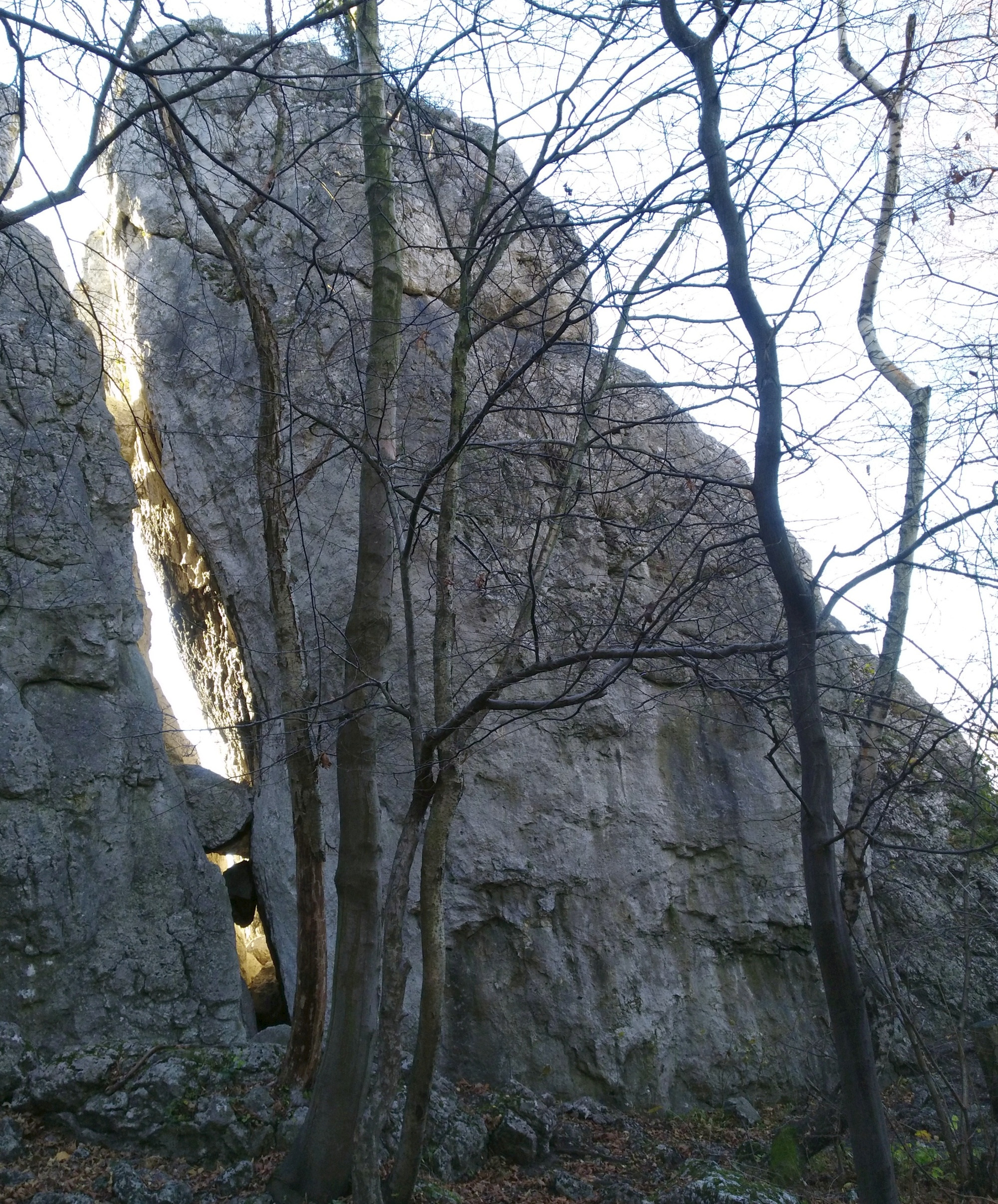
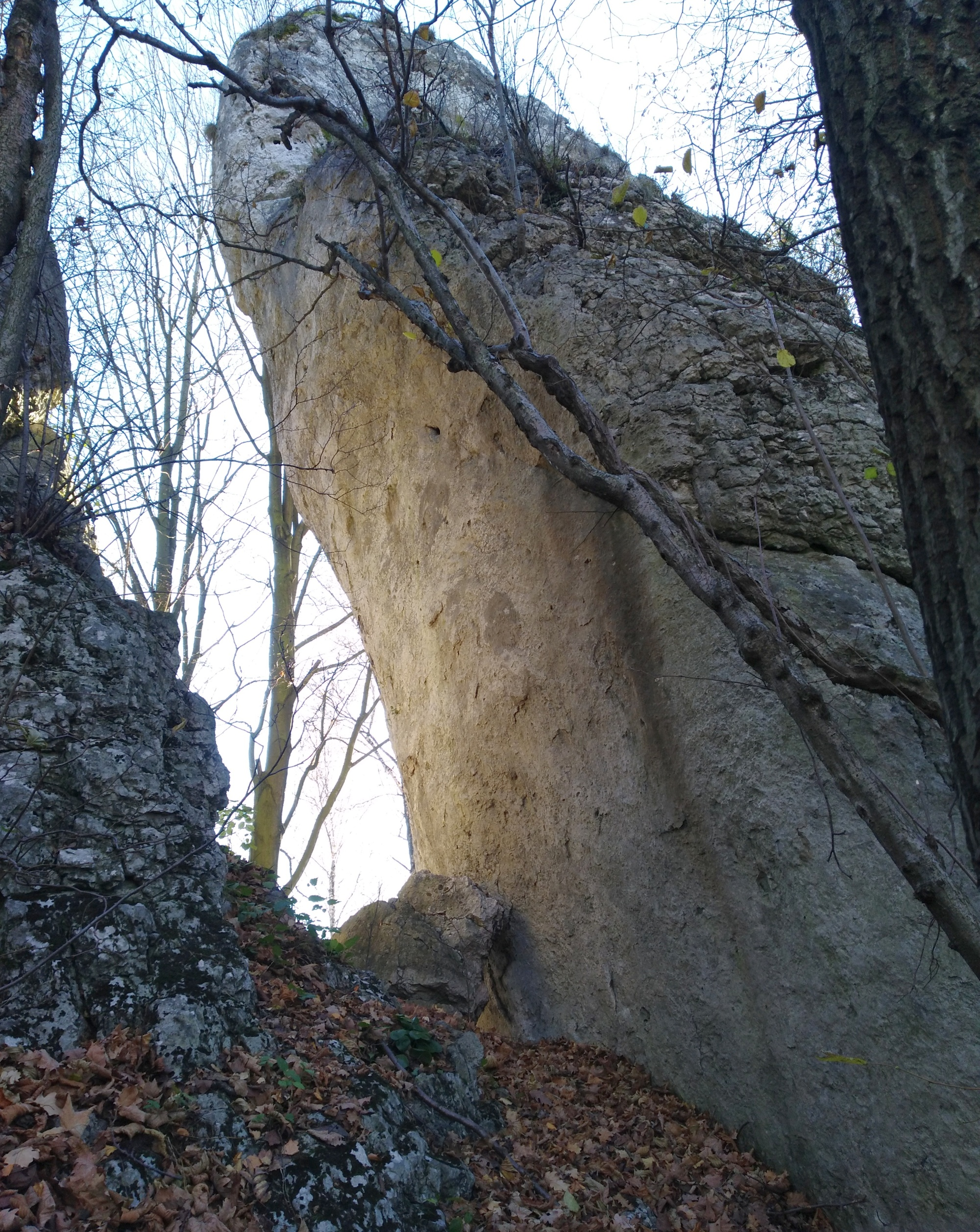

Łyse Plecy III
1. Projekt; 16 m
2. Paradyzja; 5r + st, VI.1+, 15 m

Łyse Plecy IV
1. Adalbert; 4r + st, VI, 15 m
2. Komin pogański; III+, 15 m
3. Lewy ozór; 3r + st, IV, 14 m
4. Prawy ozór; 4r + st, V, 14 m
5. Ozory mylą; 3r + st, IV+, 13 m
6. Obejście ozora; 2r + st, IV, 13 m
7. Ucieczka z ozora; III+, 13 m[4].